# Flytjärnarna, Hälsingland
Flytjärnarna är en sjö i Ljusdals kommun i Hälsingland och ingår i Ljusnans huvudavrinningsområde.